# Jacky Dreksler

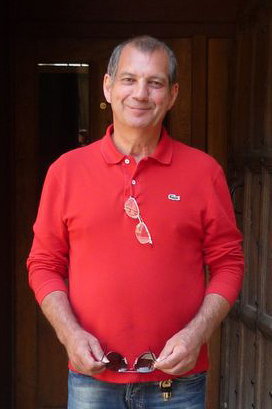
Jacky Dreksler, 2013

Jacob Joseph Maria „Jacky“ Dreksler (geboren am 1. März 1946 in Paris) ist ein deutscher Autor, Musiker, Liedtexter, Verleger und Produzent.

## Ausbildung und Lehrtätigkeit
Jacky Dreksler, Sohn von Fela Dreksler, einer 1955 verstorbenen KZ-Überlebenden (Auschwitz, Ravensbrück), wurde in einem Gefängnis geboren. Er wuchs als Halb-Waise in Frankreich, Deutschland und den USA auf. Nach dem Abschluss einer Chemielaborantenlehre bei Bayer studierte er ab 1968 Pädagogik, Philosophie und Soziologie und schloss das Studium als Diplom-Pädagoge ab. Ab 1972 unterrichtete Dreksler diese Fächer an einem Kölner Gymnasium. 1976 verließ er den Schuldienst und arbeitete als Segellehrer und als Dozent für die genannten Disziplinen u. a. an der Bundeswehrfachhochschule und an der Universität Bonn. Ab 1978 war er freier Journalist beim Kölner Stadt-Anzeiger und Comic-Autor beim Bastei-Verlag (u. a. Biggi). Mit seiner Frau Babs Ahland-Dreksler gründete er 1988 die TV-Produktionsfirma "Pacific Productions".

## Musik
Dreksler gründete 1975 eine private Musikschule, die er zusammen mit seinem Partner Mike Eulner fünf Jahre leitete. In dieser Zeit verfasste er Lehrbücher für Gitarre und Klavier/Keyboard und arrangierte zahlreiche Folk-, Pop- und Jazzsongs für Songbooks und Musikzeitschriften.
Als Liedtexter verfasste er zahlreiche Songs und Chansons, u. a. für Charles Aznavour, Roland Kaiser, Heino, Costa Cordalis, Die Flippers sowie Hugo Egon Balder.
Nebenher versuchte er sich erfolglos als Sänger unter dem Pseudonym Adjah Lion und mit der Fifties-Retro-Gruppe Milkshake – beide von Jack White produziert.

## Radio und Industrie
Der Autor und Liedtexter Thomas Woitkewitsch erkannte Drekslers komisches Talent und ebnete ihm den Weg in die Medien. Ab 1982 arbeitete Dreksler als Autor, Darsteller und Moderator bei verschiedenen Radiosendern. Bei SWF3 schrieb und spielte er u. a. die ständige Radio-Comedy-Figur Matthias Müsli und moderierte Sendungen der Sonntagmorgen-Show SWF3-Flohmarkt und schrieb und produzierte die Sketche dafür; außerdem schrieb, sprach, spielte und produzierte Dreksler über 900 Sketche, Gag-Songs und Beiträge für Sender wie Radio Luxembourg, WDR 2, Radio FFN, Radio 2000, NDR und RIAS.
Zudem war Dreksler Autor und Consultant für Industrie-Events und Messe-Präsentationen u. a. für Agfa, Ford, Grundig und Mercedes und komponierte Jingles für den NDR, Radio 2000 und andere Radio-Stationen.

## Fernsehautor
ZDF-Unterhaltungschef Wolfgang Penk holte Dreksler 1984 zum Fernsehen, wo er schnell einer der meistbeschäftigten Autoren und Moderatoren-Coachs Deutschlands wurde. Von 1984 bis 1992 schrieb er rund 650 Fernsehsendungen/Beiträge für über 50 Fernsehformate. Unter anderem: Bananas (ARD), Carolin Reibers Volkstümliche Hitparade (ZDF), Dieter Thomas Hecks Ihr Einsatz bitte (ZDF), Mike Krügers Vier gegen Willy (ARD), Hugo Egon Balders Alles nichts oder?! (RTL), Tele-As mit Peter Rapp und Carolin Reiber (ZDF) und das ARD-Wunschkonzert mit Dagmar Berghoff und Max Schautzer (ARD). Dreksler schrieb Sabine Sauers Showfenster sowie weitere Sendungen, Show-Serien und Beiträge u. a. für Frank Elstner, Freddy Quinn, Harald Juhnke, Heino, Mike Krüger, Michael Schanze, Hans-Jürgen Bäumler, Carlo von Tiedemann, Tony Marshall und Patrick Lindner. Zudem entwickelte er die ZDF-Sitcom Bistro-Bistro und erfand zusammen mit Hugo Egon Balder das Showformat Alles nichts oder?! (RTL), das er – mit anderen – auch als Autor betreute.

## Fernsehproduzent
1990 produzierte Dreksler für SAT.1 die Deutsche Version der Abenteuershow Fort Boyard.
Ab 1991 produzierte Dreksler mit seinen Firmen Atlantic Media (zusammen mit Roland Kaiser) und ab 1995 mit Pacific Productions (zusammen mit seiner Frau Babs) über 600 Fernsehsendungen. Er erfand und produzierte zwei Jahre lang die Sendung Schreinemakers Live (SAT.1) und fünf Jahre lang mehr als 150 Folgen von RTL Samstag Nacht zusammen mit Hugo Egon Balder. Dreksler entdeckte u. a. Esther Schweins und Markus Maria Profitlich für das Fernsehen und produzierte dessen erste Fernsehshow. Er produzierte die Serie Karls Kneipe (RTL) mit Karl Dall, die Kinder-Comedy-Serie Alles Klar (Nickelodeon) sowie rund 400 weitere Comedy-, Game- und Late-Night-Shows für Sender wie RTL, SAT.1, HR, ZDF und NDR. 1995 gründete Dreksler zusätzlich die Firma Feedback (mit RTL als Geschäftspartner) und stellte mit ihr das Late-Night-Format RTL Nachtshow her, moderiert von Thomas Koschwitz.
1997 zog sich Dreksler vollständig ins Privatleben zurück, arbeitet seit 2004 jedoch wieder zunächst als TV-Consultant für Die Hit-Giganten (SAT.1), dann als Executive Producer der Firma Hurricane mit der Improvisations-Show Frei Schnauze (RTL), und ab 2005 wieder als Fernsehproduzent in seiner Firma Pacific Productions.
Mit dem RTL-Samstag-Nacht-Remake RTL Comedy Nacht versuchte Dreksler 2005 an alte Erfolge anzuknüpfen. Wegen niedriger Einschaltquoten wurde die Sendung jedoch nach neun Folgen abgesetzt. Im gleichen Jahr gründete er zusammen mit Hugo Egon Balder die TV-Produktionsfirma Mint Media und produzierte mit ihm die Polit-Talkshow Talk im Tudio (SAT.1), Moderator Lou Richter, die nach der ersten Staffel in Der heiße Brei umbenannt wurde; Moderator Jochen Busse.
Von 2003 bis 2010 war Dreksler Consultant für 37 Sendungen der Popmusik-Rankingshow Die Hit-Giganten (SAT.1), Moderator: Hugo Egon Balder.
2008 und 2009 co-produzierte er mit Hugo Egon Balder für SAT.1 die Spaß-Spielshows Peng! Die Westernshow, Holldriöh! Die Alpenshow, Schlotter! Die Gruselshow und Aloha! Die Südseeshow; sämtlich moderiert von Balder.

## Verleger
Ab 2007 bauten Dreksler und seine Frau Babs die Pacific Productions zu einem Independent-Verlag um. Die erste Veröffentlichung unter dem Verlagsmotto „Fun & Science“ war das gemeinsam mit Hugo Egon Balder verfasste Buch gegen das esoterische Gesetz der Anziehung: „Wunsch-Bullshit im Universum. Eine Kritik der Wunsch-Bestellungen im Universum von Rhonda Byrne (The Secret), Pierre Franckh, Bärbel Mohr, Esther Hicks und Kurt Tepperwein – auf dem schmalen Grat zwischen Nicht-mehr-Satire und Noch-nicht-Wissenschaft“.

## Werke

### Bücher (Auswahl)
- Mike Eulner, Jacky Dreksler: Folk Complete, Bd. 1 u. 2. Köln 1979.
- Jacob Dreksler: Pädagogik – Fachwissenschaft, Fachdidaktik und Unterrichtsfach. In: Raimund H. Drommel (Hrsg.): Beiträge zur Didaktik und Erziehungswissenschaft. Band 2, Paderborn 1980.
- Jacky Dreksler, Mike Eulner: Tausend Tips für die Gitarre . Bonn 1981.
- Jacky Dreksler, Mike Eulner: Hits & Songs. mit Illustrationen von André Roche. Köln 1982
- Jacky Dreksler, Mike Eulner: Gitarren-Hammer. Griffe, Rhythmen, Picks, Harmonien, Tunings, Tricks. Bonn 1983.
- Jacky Dreksler, Achim Grobusch: Der Klügere kippt nach. Bergisch Gladbach 1983.
- Wolfgang Hofer, Oliver Spieker, Jacky Dreksler, Hugo Egon Balder: Guten Morgen Deutschland. Luxemburg 1983.
- Barbara Ahland, Jacky Dreksler, Quirin Härle: Electronic Music ABC. Erftstadt 1986.
- Jacky Dreksler: Einigkeit und recht viel Freizeit. Frankfurt 1986.
- Jacky Dreksler, Quirin Härle: 1000 Tipps für Keyboards. Bonn 1987.
- Jacky Dreksler, Hugo Egon Balder (Hrsg.): RTL Samstag Nacht. Oldenburg 1995.
- Jacky Dreksler, Hugo Egon Balder: Kentucky schreit Ficken. München 1998.
- Jacky Dreksler, Hugo Egon Balder: Wunsch-Bullshit im Universum. Eine Kritik der Wunsch-Bestellungen im Universum von Rhonda Byrne, Pierre Franckh, Bärbel Mohr, Esther Hicks und Kurt Tepperwein – auf dem schmalen Grat zwischen Nicht-mehr-Satire und Noch-nicht-Wissenschaft. Pacific Productions, Köln 2007. ISBN 978-3-9812015-8-1
- Jacky Dreksler: Ich wünsch dir ein glückliches Leben. Das Leid meiner Mutter und ihr Geschenk an mich. DuMont Buchverlag, Köln 2016, ISBN 978-3-8321-9822-0

### Produzent (Auswahl)
- Punkt-Punkt-Punkt. NDR/SAT.1 Gameshow mit Mike Krüger, 1991–1993.
- Schreinemakers Live. SAT.1 Infotainment Show mit Margarethe Schreinemakers, ab 1992.
- RTL Samstag Nacht. RTL 1993–1998.
- Chiffre. ZDF Unterhaltungsmagazin mit Sabine Sauer, 1993.
- Wort für Wort. SWF Gameshow mit Sascha Zeus, 1993.
- 30 Jahre Heino. RTL Unterhaltungsshow 1995.
- Bayerischer Fernsehpreis. ARD Award-Show, 1995.
- RTL Nachtshow. RTL Late Night Show mit Thomas Koschwitz, 1995.
- Just for Laughs. RTL Candid-Camera-Show mit Mirco Nontschew, 1995/96.
- Just Kidding. RTL Candid-Camera-Show mit Mirco Nontschew, 1996.
- Happiness. RTL Sketch-Show mit Dorkas Kiefer und Markus Maria Profitlich.
- Alles Klar. Nickelodeon Kids-Comedy, 1997.
- Die Markus Maria Profitlich Show. RTL Personality Show, 1997.
- Karls Kneipe. RTL Fun Talk Show mit Karl Dall, 1997.
- Köln Comedy Festival. RTL 1996–1999
- RTL Comedy Nacht. 2005.
- Talk im Tudio/Der heiße Brei. SAT.1 Parodisten Talkshow mit Lou Richter/Jochen Busse, 2005–2006.
- Die Hella von Sinnen Show. SAT.1, 2006.
- "Peng! Die Westernshow". SAT.1, 2008.
- "Holldriöh! Die Alpenshow". SAT.1, 2008.
- "Schlotter! Die Gruselshow". SAT.1, 2009.
- "Aloha! Die Südseeshow". SAT.1, 2009.

### Executive Producer
- Frei Schnauze. RTL Impro-Show mit Mike Krüger (für Hurricane, Produzent Marc Schubert), 2004.
- Taratata. SAT.1 Live Music Show (für Hurricane, Produzent Marc Schubert, Co-Executive Producer Hugo Egon Balder), 2005.

### TV-Autor (Auswahl)
- Alles nichts oder. RTL mit Hugo Egon Balder und Hella von Sinnen.
- ARD Wunschkonzert. ARD, mit Dagmar Berghoff und Max Schautzer.
- Arena der Sensationen. ZDF.
- Bananas. Musik und Sketche, ARD.
- Die Michael Schanze Show. ARD.
- Die Mike Krüger Show. SAT.1.
- Die Volkstümliche Hitparade. ZDF, mit Carolin Reiber.
- Hallo Heino. SAT.1, mit Heino.
- Happiness. RTL, mit Markus Maria Profitlich, Dorkas Kiefer u. a.
- Ihr Einsatz bitte. ZDF, mit Dieter Thomas Heck.
- Punkt Punkt Punkt. SAT.1, mit Mike Krüger.
- Show & Co mit Carlo. ZDF, mit Carlo von Tiedemann.
- Showfenster. ZDF, mit Sabine Sauer.
- Tele-As. ZDF, mit Peter Rapp und Carolin Reiber.
- Vier gegen Willy. ARD, mit Mike Krüger.

### Liedtexte (Auswahl)
- 1983: Joachim Cadenbach: "Mein Dallas".
- 1985: Costa Cordalis: Am Strand von Griechenland.
- 1985: Hugo Egon Balder: Toot Toot.
- 1986: Hugo Egon Balder: Nimm’s easy, sei happy (Cover von Don’t Worry, Be Happy).
- 1989: Die Flippers: Ich halt Dich.
- 1989: Die Flippers: Nachts am Wolgastrand.
- 1990: Roland Kaiser: Un amore grande.
- 1990: Roland Kaiser: Viva l’amor.
- 1990: Roland Kaiser: Wind auf der Haut und Lisa.
- 1990: Xanadu: Keine Stunde hab ich je bereut.
- 1990: Xanadu: Wenn Du willst.
- 1991: Die Flippers: Moonlight Lady.
- 1991: Roland Kaiser: Lebenslänglich Du.
- 1991: Roland Kaiser: Sag niemals nie.
- 1992: Die Flippers: Liebe ist eine Rose.
- 1992: Heino: Glocken am Rhein.
- 1992: Roland Kaiser: Südlich von mir.
- 1993: Heino: Aloha Oe.
- 1993: Heino: Olé o Cangaceiro.
- 1993: Heino: So wie am ersten Tag.
- 1993: Roland Kaiser: Ganz oder gar nicht.
- 1993: Roland Kaiser: Was wäre wenn.
- 1995: Charles Aznavour: Die Erinnerung an Dich.
- 1995: Charles Aznavour: Die Gedanken.
- 1995: Charles Aznavour: Die schöne Zeit.
- 1995: Charles Aznavour: Du gegen mich.
- 1995: Charles Aznavour: Ich klammre mich an Dich.
- 1995: Charles Aznavour: Sag ich Dir nun Adieu.
- 1995: Charles Aznavour: Schlafen Sie mit mir.
- 1995: Charles Aznavour: So liebe ich Dich.
- 1995: Charles Aznavour: Umarme mich.
- 1995: Charles Aznavour: Wenn Du neben mir schläfst.
- 1999: Heino: Alte Kameraden.
- 1999: Heino: Auf in den Kampf Torero.
- 1999: Heino: Der treue Husar.
- 2011: Hugo Egon Balder: "Der frühe Vogel fängt den Wurm".
- 2011: Hugo Egon Balder: "Internet Junkie".
- 2011: Hugo Egon Balder: "Die letzte Fahrt ist immer in 'nem Kombi".
- 2011: Hugo Egon Balder: "Sonst nix. Der legendäre Wixerblues".
- 2011: Hugo Egon Balder: "Deutschland sucht".
- 2011: Hugo Egon Balder: "Hottest Girl in Town".
- 2011: Hugo Egon Balder: "Kühl".

### Kompositionen (Auswahl)
- 1983: Joachim Cadenbach: "Mein Dallas".
- 1984: Adjah Lion (Pseudonym): Oh Grenada.
- 1984: Adjah Lion (Pseudonym): Love on Crystal Sand.
- 1985: Milkshake: Shoobie-Doo-A.
- 1985: Milkshake: Shoobie-Doo-B.
- 2011: Hugo Egon Balder: "Der frühe Vogel fängt den Wurm" (M: Hugo Egon Balder, Jacky Dreksler, Uli Salm).
- 2011: Hugo Egon Balder: "Internet Junkie". (M: Hugo Egon Balder, Jacky Dreksler, Uli Salm).
- 2011: Hugo Egon Balder: "Die letzte Fahrt ist immer in 'nem Kombi". (M: Hugo Egon Balder, Jacky Dreksler).
- 2011: Hugo Egon Balder: "Deutschland sucht". (M: Hugo Egon Balder, Jacky Dreksler, Uli Salm).
- 2011: Hugo Egon Balder: "Hottest Girl in Town". (M: Hugo Egon Balder, Jacky Dreksler).
- 2011: Hugo Egon Balder: "Kühl". (M: Hugo Egon Balder, Jacky Dreksler).

### Diskografie (Auswahl)
- 1984: Adjah Lion (Pseudonym): Oh Grenada.
- 1984: Adjah Lion (Pseudonym): Love on Crystal Sand.
- 1985: Milkshake: Shoobie-Doo-A.
- 1985: Milkshake: Shoobie-Doo-B.

### Verleger (Auswahl)
- Jacky Dreksler, Hugo Egon Balder: „Wunsch-Bullshit im Universum. Eine Kritik der Wunsch-Bestellungen im Universum von Rhonda Byrne, Pierre Franckh, Bärbel Mohr, Esther Hicks und Kurt Tepperwein – auf dem schmalen Grat zwischen Nicht-mehr-Satire und Noch-nicht-Wissenschaft“. Köln 2007. ISBN 978-3-9812015-8-1.
- Nalani Kamea: "ABFFL. Allerbeste Freundinnen fürs Leben. Köln 2013. ISBN 978-3-9812015-5-0.
- Jacky Dreksler, Hugo Egon Balder: "Witze zur Wahl 2013". Köln 2013. ISBN 978-3-9812015-0-5.